# مرحله مقدماتی جام جهانی فوتبال ۲۰۲۲ – گروه A اروپا
گروه A مرحله مقدماتی جام جهانی فوتبال ۲۰۲۲ اروپا یکی از گروه های ده گانه این رقابت ها است که در آن تیم های صربستان ، پرتغال ، لوکزامبورگ ، آذربایجان و ایرلند در آن حضور دارند.
| رتبه | تیم           | ب | پ | م | ش | گ‌ز | گ‌خ | ت‌گ  | امتیاز | صلاحیت                        |     | صربستان | پرتغال | جمهوری ایرلند | لوکزامبورگ | جمهوری آذربایجان |
| ۱    | صربستان       | ۸ | ۶ | ۲ | ۰ | ۱۸ | ۹  | ۹+  | ۲۰     | صعود به جام جهانی فوتبال ۲۰۲۲ | —   | ۲–۲     | ۳–۲    | ۴–۱           | ۳–۱        |                  |
| ۲    | پرتغال        | ۸ | ۵ | ۲ | ۱ | ۱۷ | ۶  | ۱۱+ | ۱۷     | صعود به مرحله دوم             | ۱–۲ | —       | ۲–۱    | ۵–۰           | ۱–۰        |                  |
| ۳    | جمهوری ایرلند | ۸ | ۲ | ۳ | ۳ | ۱۱ | ۸  | ۳+  | ۹      |                               | ۱–۱ | ۰–۰     | —      | ۰–۱           | ۱–۱        |                  |
| ۴    | لوکزامبورگ    | ۸ | ۳ | ۰ | ۵ | ۸  | ۱۸ | ۱۰– | ۹      |                               | ۰–۱ | ۱–۳     | ۰–۳    | —             | ۲–۱        |                  |
| ۵    | آذربایجان     | ۸ | ۰ | ۱ | ۷ | ۵  | ۱۸ | ۱۳– | ۱      |                               | ۱–۲ | ۰–۳     | ۰–۳    | ۱–۳           | —          |                  |

|}
| 05 فروردین 1400 1 | پرتغال                                           | ۱–۰ | آذربایجان         | تورین                              |
| ۰۰:۱۵             | ماکسیم مدودوف ۳۷' (گل‌به‌خودی) · برونو فرناندز '۸۱ |     | ماهیر ماداتوف '۵۲ | ورزشگاه: یوونتوس داور: دانیل سیبرت |

1. ↑  "مرحله مقدماتی جام جهانی فوتبال ۲۰۲۲ (اروپا)". ویکی‌پدیا، دانشنامهٔ آزاد. 2021-03-29.